# ひとりじゃない (倉木麻衣の曲)
『ひとりじゃない』は倉木麻衣の楽曲であり、配信限定シングル。

## 概要
配信限定シングルとしては『Can you feel my heart』から約3ヶ月ぶりとなる、2021年3作目の配信限定シングル。
本作は倉木と『ウィッシュミーメル』のコラボ楽曲として制作され、ウィッシュミーメル関連のコラボ楽曲がリリースされるのは、2012年リリースの『Stay the same』以来およそ9年ぶりとなる。倉木はウィッシュミーメルの世界の中で「マイマイ」として登場しており、本作はマイマイからメルへのプレゼントソングと言う位置付けとなる。なおサンリオの公式YouTubeチャンネルでは、本作ののミュージックビデオショートバージョンが公開された。
本作はウィッシュミーメルのキャラクターの一人であるメルを通して、世界に向けて元気を届けている中で、ときどき疲れたりして泣いてしまうこともある所に、自身を含めた誰しもがあるであろう感情や、それに伴う孤独を前にして自身の周りにいる人々の大切さや、それぞれがそれぞれの場所でがんばっていると言うことに気付いた際の言葉を思いやりや優しさを綴った楽曲であるのだと言う。
倉木は本楽曲に関してバークスでのインタビューで、以下のように語っている。
ウィッシュミーメルはサンリオのキャラクターで、いろんな人たちにハッピーと元気を届けているんですけど、やっぱり疲れちゃったり、孤独に感じてしまったり、大変な時もあるかもしれない。けれど、その中でみんなそれぞれ頑張ってるんだよ、決して一人じゃないんだよという優しさと思いやり、エールを込めて作った1曲です。この曲を作った時に、私自身もファンのみなさんからすごくたくさんの愛をいただいて、それを共有していきたいなと思って。そういう中で作ったのが、「ひとりじゃない」ですね。—倉木麻衣

## 収録曲
1. ひとりじゃない
作詞：倉木麻衣 / 作曲・編曲：若田部誠
Wish me mell × 倉木麻衣 10th Anniversary Song